# Diecezja Helsingør
Diecezja Helsingør (duń. Helsingør Stift) – luterańska diecezja w Kościele Danii. Diecezja obejmuje Kościół Danii znajdujący się w Regionie Stołecznym. Biskupem diecezjalnym od 2007 roku jest Tor Berger Jørgensen, a swoją sziedzibę ma w katedrze w Helsingør.

## Historia
Diecezja Helsingør wyodrębniła się w 1961 roku z diecezji kopenhaskiej, a pierwszym biskupem diecezjalnym został J.B. Leer-Andersen.

## Biskupi
- J.B. Leer-Andersen (1961 - 1980)
- Johannes Johansen (1980 - 1995)
- Lise-Lotte Rebel (od 1995)

## Katedra
Historia kościoła sięga XIII wieku, kiedy został ufundowany niewielki kościół wiejski i został zbudowany w stylu romańskim.  Katedra św. Olafa w obecnym stanie, została ukończona w 1559 roku. Został nazwana na cześć patrona Norwegii, króla Olafa II Haraldssona.

## Struktura
Diecezja Helsingør dzieli się na 13 dekanatów (duń. provstier) obejmujących 147 parafii i 165 kościołów. W całej diecezji znajduje się 300 księży.
| Dekanat (provstier)      | Miejscowości                                                  |
| ------------------------ | ------------------------------------------------------------- |
| Gentofte provsti         | Gentofte, Hellerup, Helleruplund, Charlottenlund, Klampenborg |
| Kongens Lyngby provsti   | Kongens Lyngby, Virum, Klampenborg                            |
| Rudersdal provsti        | Birkerød, Vedbæk, Holte, Nærum, Søllerød                      |
| Gladsaxe-Herlev provsti  | Bagsværd, Søborg, Herlev, Porsanger                           |
| Rødovre-Hvidovre provsti | Hvidovre, Rødovre, Lavangen, Målselv, Salangen                |
| Glostrup provsti         | Brøndby Strand, Brøndby, Glostrup, Albertslund, Vallensbæk    |
| Høje Taastrup provsti    | Hedehusene, Taastrup, Ishøj, Sørreisa, Torsken, Tranøy        |
| Ballerup-Furesø provsti  | Ballerup, Farum, Værløse, Måløv, Skovlunde                    |
| Frederikssund provsti    | Jægerspris, Skibby, Frederikssund, Slangerup, Smørum          |
| Frederiksværk provsti    | Helsinge, Græsted, Frederiksværk, Vejby, Ølsted               |
| Hillerød provsti         | Hillerød, Allerød, Gørløse, Skævinge, Fredensborg, Slangerup  |
| Helsingør domprovsti     | Espergærde, Helsingør, Ålsgårde, Tikøb                        |
| Fredensborg provsti      | Fredensborg, Humlebæk, Hørsholm                               |